# Volksabstimmungen in der Schweiz 1947
Dieser Artikel bietet eine Übersicht der Volksabstimmungen in der Schweiz im Jahr 1947.
In der Schweiz fanden 1947 auf Bundesebene drei Volksabstimmungen statt, im Rahmen zweier Urnengänge am 18. Mai und am 6. Juli. Dabei handelte es sich um eine Volksinitiative, ein obligatorisches Referendum und ein fakultatives Referendum.

## Abstimmung am 18. Mai 1947

### Ergebnis
| Nr. | Vorlage                                                                                     | Art | Stimm- berechtigte | Abgegebene Stimmen | Beteiligung | Gültige Stimmen | Ja      | Nein    | Ja-Anteil | Nein-Anteil | Stände | Ergebnis |
| --- | ------------------------------------------------------------------------------------------- | --- | ------------------ | ------------------ | ----------- | --------------- | ------- | ------- | --------- | ----------- | ------ | -------- |
| 142 | Bundesbeschluss über das Volksbegehren betreffend «Wirtschaftsreform und Rechte der Arbeit» | VI  | 1'364'771          | 811'088            | 59,43 %     | 783'660         | 244'415 | 539'244 | 31,19 %   | 68,81 %     | 0:22   | nein     |

### Wirtschaftsreform und Rechte der Arbeit
Trotz der Konkurrenz durch eine Volksinitiative des LdU reichte die SP im September 1943 ein ähnliches Begehren ein, mit dem das Recht auf Arbeit in der Bundesverfassung verankert werden sollte. Bevor der Bundesrat und das Parlament materiell Stellung dazu nahmen, beschlossen sie anlässlich der Revision der Wirtschaftsartikel (siehe unten), Massnahmen zur Verhinderung von Wirtschaftskrisen und zur Bekämpfung der Arbeitslosigkeit festzuschreiben. Dennoch bestand die SP darauf, dass über die Initiative abgestimmt wird. Neben dem Recht auf Arbeit verlangte sie eine Wirtschaftsreform, welche die Wirtschaft «zur Sache des ganzen Volkes» erklärt sowie das Kapital in den Dienst der Arbeit, des allgemeinen wirtschaftlichen Aufstiegs und der Volkswohlfahrt stellt. In der Abstimmungskampagne erinnerte die SP an die Arbeitslosigkeit während der Weltwirtschaftskrise und an die materielle Not im Zweiten Weltkrieg. Ihre Initiative gebe dem Staat die Mittel, die Wohlfahrt von Arbeitern, Angestellten und Bauern zu sichern. Zu den Gegnern gehörten praktisch alle anderen Parteien. Sie argumentierten, die Initiative habe nicht die Reform, sondern «die revolutionäre Umgestaltung der Wirtschaft» zum Ziel. Eine sozialistische Planwirtschaft hemme die Eigeninitiative und Leistungsbereitschaft, sie stehe auch im Widerspruch zur liberalen Wirtschaftsordnung. Zwar schnitt die SP-Initiative etwas besser ab als jene des LdU, blieb aber mit nicht einmal einem Drittel Zustimmung ebenfalls chancenlos.

## Abstimmungen am 6. Juli 1947

### Ergebnisse
| Nr. | Vorlage                                                                        | Art | Stimm- berechtigte | Abgegebene Stimmen | Beteiligung | Gültige Stimmen | Ja      | Nein    | Ja-Anteil | Nein-Anteil | Stände | Ergebnis |
| --- | ------------------------------------------------------------------------------ | --- | ------------------ | ------------------ | ----------- | --------------- | ------- | ------- | --------- | ----------- | ------ | -------- |
| 143 | Bundesbeschluss über eine Revision der Wirtschaftsartikel der Bundesverfassung | OR  | 1'371'760          | 1'092'849          | 79,66 %     | 1'051'217       | 556'803 | 494'414 | 52,97 %   | 47,03 %     | 13:9   | ja       |
| 144 | Bundesgesetz über die Alters- und Hinterlassenenversicherung                   | FR  | 1'371'760          | 1'092'849          | 79,66 %     | 1'077'532       | 862'036 | 215'496 | 80,00 %   | 20,00 %     | –      | ja       |

### Wirtschaftsartikel der Bundesverfassung
Während der Weltwirtschaftskrise bereitete das Volkswirtschaftsdepartement eine grundlegende Reform jener Verfassungsartikel vor, welche die Wirtschaft betrafen. 1939 verabschiedete das Parlament die Vorlage ohne wesentliche Änderungen und mit grosser Mehrheit, wegen des Kriegsausbruchs verschob der Bundesrat jedoch die Abstimmung. Auf Drängen der Wirtschaftsverbände legte er die Artikel nochmals vor, beschränkte aber die allgemeine Verbindlichkeit von Verbandsbeschlüssen auf Gesamtarbeitsverträge. Ausserdem erweiterte er die konjunktur-, sozial- und wettbewerbspolitischen Interventionsmöglichkeiten. Das Parlament genehmigte die Änderungen. Praktisch alle Parteien und alle grossen Verbände der Arbeitnehmer und Arbeitgeber befürworteten die Vorlage. Sie präsentierten die neue Wirtschaftsverfassung als realistischen Mittelweg zwischen den radikalen Positionen des Manchesterliberalismus und des Sozialismus. Einzig der LdU stellte sich offen gegen die vorgeschlagenen Verfassungsänderungen, denn sie würden ein konsumentenfeindliches «Dorado der Amtsstuben und Verbände» schaffen, das von hohen Preisen und schlechter Qualität geprägt sein werde. Zudem seien die neuen Bestimmungen ein Freipass für die Behörden, das Dringlichkeitsrecht der Krisen- und Kriegszeit unter Ausschaltung der Demokratie weiterzuführen. Die Vorlage schaffte das Volks- und Ständemehr relativ knapp, in vier Kantonen betrug die Differenz weniger als hundert Simmen.

### Alters- und Hinterlassenenversicherung
Volk und Stände hatten 1925 dem Verfassungsartikel zur Schaffung der Alters- und Hinterlassenenversicherung (AHV) zugestimmt, das Ausführungsgesetz scheiterte aber 1931 in einer weiteren Abstimmung. Parlamentarische Vorstösse, Standesinitiativen aus vier Kantonen und eine 1942 eingereichte Volksinitiative machten die AHV nach einigen Jahren wieder zum Thema. 1944 setzte der Bundesrat eine Expertenkommission ein, die ein Jahr später ihre Vorschläge unterbreitete. Nach langwierigen Debatten, die mit einigen Änderungen verbunden waren, nahm das Parlament das Gesetz im Dezember 1946 an. Vorgesehen war ein Obligatorium mit einem Rentenanspruch für Pensionierte ab 65 Jahren sowie für Witwen und Waisen. Die Auszahlung sollte nach dem Umlageverfahren erfolgen. Rechtsliberale Kreise aus der Romandie und einige katholisch-konservative Gruppen ergriffen das Referendum, da das Gesetz zu Etatismus und Zentralismus führe. Ihnen gegenüber standen alle grossen Parteien und mehrere Wirtschaftsverbände. Sie präsentierten die AHV als längst überfälliges soziales Sicherungssystem, das Alten, Witwen und Waisen in Notlagen helfe und die Jungen von der Sorge um ihre Angehörigen entlaste. Bei einer sehr hohen Beteiligung nahmen vier Fünftel der Abstimmenden das Gesetz an, nur im Kanton Obwalden resultierte eine Nein-Mehrheit. Die Einführung der AHV erfolgte am 1. Januar 1948.